# آنه‌ماری مول
آنه‌ماری مول (متولد ۱۳ سپتامبر ۱۹۵۸ در اسخاس‌برخ) فیلسوف و مردم‌نگار مردم هلندی و استاد انسان‌شناسی بدن در دانشگاه آمستردام است.
جایزه مالی کنستانتین و کریستیان هویگنس سازمان تحقیقات علمی هلند (NWO) در سال ۱۹۹۰ برای مطالعه 'تفاوت‌ها در پزشکی' به وی اهدا شد، شورای تحقیقات پیشرفته اروپا در سال ۲۰۱۰ برای مطالعه 'بدن خورنده در نظریه و کردار غربی" به وی کمک مالی اهدا کرد. او به توسعه فهم از علم، فناوری و پزشکی پس از ظهور نظریه‌های کنشگر شبکه/فمینیستی کمک کرده‌است. وی در کارهای اولیه خود کاوش ایفاگری در مراقبت‌های بهداشتی را دنبال می‌کرد. او استدلال می‌کند که واقعیت در درون آن کردارهای ایفاگرانه تولید می‌شود و اشاره کرد که چون کردارهای متفاوتی وجود دارند، بنابراین واقعیات متفاوت نیز وجود دارند. بدن بدان صورت که او بیان می‌کند چندگانه است: بدن از یکی بیش‌تر، اما از کثرت نیز کمتر است (نسخه‌های مختلف بدن در کردارهای مختلف مراقبت بهداشتی باهم همپوشانی دارند). این استدلالی تجربی در مورد هستی شناسی (شاخه‌ای از فلسفه که به بررسی بودن و وجود، یا مقولات وجود می‌پردازد) است. او به‌عنوان بخشی از کارش مفهوم "سیاست هستی شناسانه " را توسعه داده‌است. وی استدلال می‌کند ازآنجاکه واقعیت یا شرایط امکانی بین کردارهای مختلف تفاوت دارد، این بدان معنی است که واقعیات از قبل تعیین نشده‌اند و ممکن است تغییر کنند.
مول از سال ۲۰۱۳ عضو آکادمی سلطنتی علوم و هنر هلند است.
مول با طیف وسیعی از دانشمندان ازجمله جان لاو همکاری کرده و کار مشترک منتشر کرده‌است.
در بحث‌های اخیرش مول مفهوم جهانی‌شدن را به روابط متقابل طبیعت مرتبط ساخته‌است.

## جوایز
کسب جایزه لودویک فلک(Ludwik Fleck) (جامعه مطالعات اجتماعی علوم یا 4S) برای کتاب "بدن متعدد"(Body Multiple) در سال ۲۰۰۴.
برنده جایزه اسپینوزا سال ۲۰۱۲.

## تاًلیفات
- Mol, Annemarie; Berg, Marc (1998). Differences in medicine: unraveling practices, techniques, and bodies. Durham, North Carolina: Duke University Press. ISBN 978-0-8223-2174-3.
- Mol, Annemarie; Law, John (2002). Complexities: social studies of knowledge practices. Durham, North Carolina: Duke University Press. ISBN 978-0-8223-2846-9.
- Mol, Annemarie (2002). The body multiple: ontology in medical practice. Durham, North Carolina: Duke University Press. ISBN 978-0-8223-2917-6.
- Mol, Annemarie (2008). The logic of care: health and the problem of patient choice. London New York: Routledge. ISBN 978-0-415-45343-1.

## سخنرانی
- مول ماری (۲۰۱۳)؛ کنفرانس الکساندر فون هومبولت: روش‌ها چه می‌کنند.[۱۰]